# Айзенштадт, Исаак Наумович
Исаак Наумович Айзенштадт (12 июня 1919, Петроград — 5 декабря 2006, Санкт-Петербург) — советский шахматист, мастер спорта СССР (1961). Судья всесоюзной категории (1956). Кандидат химических наук. 

## Биография
После 1945 г. находился в Витебске, принял участие во всебелорусском шахматном турнире первокатегорников (весна 1946 г.; занял 2-е место после Р. Д. Холмова). Вошел в руководство восстановленной шахматно-шашечной секции при спорткомитете БССР.
Затем жил в Ленинграде, выступал за «Буревестник». Участник многих первенств Ленинграда (лучший результат в 1950 г. — 8 место). В 1961 г. выиграл квалификационный матч у Л. А. Аронсона (+4 −2 =8).